# Boček z Líšnice
Boček z Líšnice byl moravský šlechtic z rodu pánů z Kunštátu a zakladatel líšnické větve.

## Život
Jeho otec není přesně znám. Mohl jím být Jan z Kunštátu, případně jeho eventuální neznámý bratr. 
Boček z Líšnice byl ženatý s Ankou, které zapsal v roce 1348 věno v hanácké vsi Loučany. Téhož roku koupil další díl Loučan. Roku 1353 se Boček uvádí jako mrtvý.
Boček po sobě zanechal rozsáhlé potomstvo:
- synové:
  - Kuník z Líšnice (1353–1369)
  - Smil z Líšnice (1355–1396)
  - Bedřich z Líšnice (1355–1385)
  - Boček II. z Líšnice (1360–1369)
  - Heralt z Loučan (1360–1418)
  - Vilém (křižovník)
- dcery:
  - Anna (1369)
  - Eliška (1369)

## Rodokmen líšnické větve
Boček z Líšnice
- Kuník (1353–1369)
- Smil z Líšnice (1355–1396)
  - Boček z Opatovic (1396–1434)
    - Procek z Kunštátu a Opatovic (1434–1479)

  - Heralt z Kunštátu a Líšnice (1405–1444)
    - Kateřina (1444–1448), ∞ Jindřich ze Stráže
    - Jan Heralt z Kunštátu a Líšnice (1444–1490)
      - Ludmila (1490–1493), ∞ Vratislav z Pernštejna

  - Oldřich z Líšnice (1405–1420)
  - Eliška (1406–1447), ∞ 1. Beneš z Boskovic, 2. Jan ze Žerotic
- Bedřich (1355–1385) - kanovník vyšehradské kapituly, děkan olomoucké kapituly
- Boček (1360–1369)
- Heralt z Loučan (1360–1418)
  - Smil z Loučan (1393–1437)
    - Eliška (1418–1475), ∞ Hynek Pňovský ze Sovince
    - Kateřina (1418–1452), ∞ Jindřich z Boskovic

  - Jan (1408–1417) - farář v Senici na Hané
  - Ofka (1410) - jeptiška
  - Vilém (1405)
- Vilém (1369) - křížovník
- Anna (1369–1371), ∞ Jindřich z Filštejna
- Eliška (1369) - jeptiška